# Adrianna Muszyńska
Adrianna Muszyńska (ur. 22 marca 1998 roku w Płocku) – polska siatkarka, grająca na pozycji przyjmującej. Reprezentantka kraju w kategoriach młodzieżowych. 
Adrianna jest siostrą-bliźniaczką Aleksandry Muszyńskiej. Do stycznia 2021 razem występowały w drużynie Joker Świecie (siostra zasiliła szeregi UNI Opole).

## Sukcesy klubowe
Superpuchar Polski:
- 2017

Puchar Polski:
- 2018

Mistrzostwo Polski:
- 2018

I liga:
- 2022[7]